# Koronální díra
Koronální díra je oblast sluneční korony s výjimečně nízkou hustotou a teplotou.
Projevuje se úbytkem záření v ultrafialové, mikrovlnné a rentgenové oblasti spektra. Koronální díry pravděpodobně souvisejí s unipolárními oblastmi fotosféry. Jsou zdrojem zesíleného slunečního větru. Životnost koronálních děr je několik rotací Slunce. Rádiové záření koronálních děr na metrových vlnách odpovídá záření polárních oblastí minimální koróny klidného Slunce. Na rentgenových snímcích Slunce se koronální díry jeví jako tmavé útvary, na rozdíl od světlejších aktivních oblastí.